# Personalidad autoritaria
Personalidad autoritaria es el conjunto de características individuales que, adquiridas durante la infancia, predisponen a un individuo a aceptar y adoptar creencias políticas antidemocráticas, encontrar satisfacción en la sumisión a la autoridad, dirigiendo la agresión hacia las minorías sociales, étnicas o a los grupos sometidos a la marginación social. Esta personalidad se caracteriza por la presencia de actitudes intolerantes como la xenofobia, el racismo o la discriminación social, entre otros. También se caracteriza por unas formas de pensar muy determinadas y rígidas, es decir, estereotipadas, con abundancia de prejuicios, actitudes propias del conservadurismo y actitudes intolerantes.
Theodor W. Adorno, Frenkel-Brunswik, Daniel Levinson y Nevitt Sanford teorizaron acerca de un tipo de personalidad que hacía referencia al "individuo potencialmente fascista", al cual etiquetaron como "personalidad autoritaria", basándose en escritos anteriores de Erich Fromm, que ya empleaba este término.
Por ello, las influencias históricas sobre su teoría incluyen el ascenso del fascismo en la década de 1930, la Segunda Guerra Mundial y el Holocausto. Un componente principal de la "personalidad autoritaria" es la susceptibilidad a la ideología antisemita y sus creencias antidemocráticas. Su gran corpus de investigación (conocido como El estudio de Berkeley) se centró principalmente en el prejuicio, dentro de un marco teórico psicoanalítico / psicosocial (es decir, un marco teórico freudiano y frommiano).

## La teoría original
Adorno, et al. (1950) consideraron la personalidad autoritaria como la característica de poseer un superego estricto que controla a su vez, un ego más débil incapaz de hacer frente a sus fuertes impulsos. Estos conflictos intrapsíquicos acaban provocando inseguridades personales, lo que finalmente conlleva al superyó de la persona, a ceñirse a las normas convencionales impuestas desde el exterior (convencionalismo), y a la sumisión a las autoridades que imponen estas normas (la sumisión autoritaria). Ante estas inseguridades el individuo desarrolla mecanismos de defensa del ego que se observan en la persona, cuando esta evita la autorreferencia de la ansiedad produciendo un impulso del ello, es decir, proyectando estos mecanismos sobre los colectivos "inferiores" de la cultura dada (proyectividad), mediante una intolerancia basada en creencias conservadoras (el poder altamente evaluativo y duro) y rígidas (estereotipadas). Además, el individuo crea una visión cínica de la humanidad y establece una dependencia de la fuerza y la resistencia que es el resultado de las ansiedades producidas por fallas percibidas en las normas convencionales de la sociedad (la destructividad y el cinismo). Otras características propias de este tipo de personalidad, se basan en una tendencia general a centrarse en aquellos que violan los valores convencionales, y como resultado actúan con dureza hacia ellos (la agresión autoritaria), establecen una oposición general a las tendencias subjetivas y creativas (antiintracepción), también presentan cierta tendencia a creer en la determinación mística ( superstición) y, por último, desarrollan una preocupación exagerada con la promiscuidad.
En lo que respecta al desarrollo del niño, la formación del tipo autoritario se produce en los primeros años de la vida de la persona, en forma potencialmente influenciada por la conducta de los padres y la estructura familiar: "Explotación autoritaria jerárquica". Esto explica que las relaciones entre padres e hijos pueden dar lugar a este tipo de personalidad, sobre todo bajo la influencia de padres que tienen una necesidad de dominación, y por ello, dominan, amenazan al niño con dureza y exigen obediencia a los comportamientos convencionales. Este comportamiento hacia el niño suele repercutir y fomentar en el desarrollo de las características de esta personalidad. Además, los padres que tienen una preocupación por la situación social, comunican al niño estas preocupaciones en términos de reglas rígidas y externalizadas. En consecuencia, el niño termina por sufrir y reprime sus sentimientos de resentimiento y agresión hacia los padres, que son en cambio, idealizados con reverencia.
Ante esta teoría, Alfred Adler proporciona otra perspectiva, que une la "voluntad de poder sobre los demás" como un rasgo neurótico centralizado, que por lo general surge como un agresivo exceso de compensación por los sentimientos percibidos y por un intento contrarrestar el miedo a los sentimientos de inferioridad e insignificancia. De acuerdo con este punto de vista, el individuo autoritario tiene la necesidad de mantener el control y demostrar superioridad sobre los demás, añadiendo la creación de una visión del mundo poblado por enemigos que caracteriza de vacíos de igualdad, empatía y preocupados exclusivamente por su propio beneficio.

## Validez
Poco después de la publicación de la obra de Adorno, et al. La personalidad autoritaria 1950, la teoría fue objeto de muchas críticas. Principalmente hubo varios problemas teóricos que imposibilitaban la interpretación psicoanalítica de la personalidad y a esto se sumaron algunos problemas metodológicos centrados en las insuficiencias de la escala F. Otra crítica es que la teoría del grupo de Berkeley insinúa que existe autoritarismo sólo en la derecha del espectro político. Como resultado, algunos han afirmado que la teoría está terciada por el sesgo político.
Kreml demostró que aunque hay similitudes estilísticas entre autoritarios y antiautoritarios, por ejemplo en aspectos como el dogmatismo, la rigidez, etc. la construcción de variables como a) la necesidad relativa de orden, b) la necesidad relativa de poder, c) el rechazo o la aceptación de un impulso, y d) extraversión introversión frente, posibilitan la diferencia entre ambos tipos y esta visión e interpretación podría sustentar una teoría psico-político de amplio espectro.
Wiggins proporcionó una explicación detallada de cómo el constructo autoritario es un ejemplo de la aproximación sintética a la evaluación de la personalidad. En resumen, en el enfoque sintético, se supone que las personas con características de personalidad autoritaria se evalúan con el modelo intuitivo del investigador sobre qué características se ajustan a los requisitos de rol (apoyo del fascismo). Por lo tanto, no es un enfoque completamente empírico, sino que tiende a una interpretación basada en la predicción.
Más recientemente, Jost, Glaser, Kruglanski y Sulloway (2003) han indagado y presentado una hipótesis sobre cómo la investigación tradicional en el autoritarismo o el conservadurismo ha confundido las variables psicológicas (por ejemplo, características de personalidad) con los criterios políticos (actitudes conservadoras). Por lo tanto las escalas de medición de las diferencias individuales en el autoritarismo a menudo incluyen los criterios enunciados de actitud de las ideologías políticas.
Aunque el autoritario es un constructo de personalidad, Adorno et al., (1950) propone que el entorno social influyó en la expresión del prejuicio expresado, basado en el "clima de opinión" que existía en el momento. Por lo tanto, las creencias ideológicas creadas dentro de la cultura y de otras fuerzas sociales dan forma a los prejuicios de la persona autoritaria.
Sin embargo, como señala Taylor (1998), la hipótesis de interacción de la sociedad y el individuo se desatiende de la mayor parte de la investigación posterior que implementó la escala F en estudios psicológicos diferenciales. Dada la ciencia de la evaluación de la personalidad, la variedad de métodos de Adorno, et al. utilizados son ahora incompatibles, ya que la falta de estudios empíricos que se utilizan en la escala F o las otras escalas desarrolladas por Adorno et al. son actualmente explicadas.
Después de extensas investigaciones basadas en cuestionarios y análisis estadísticos, el psicólogo canadiense Bob Altemeyer encontró en 1981 que sólo tres de los nueve componentes de la hipótesis del modelo de personalidad autoritaria estaban correlacionados entre sí: la sumisión autoritaria, la agresión autoritaria y convencionalismo.
Como alternativa a los desarrollos de la personalidad autoritaria de Adorno, cuya teorización del fenómeno autoritario se circunscribía a la esfera política de derechas, surge la respuesta teórica de Rokeach (1960) con el concepto de dogmatismo (escala D). Esta escala pretende extender el análisis a los individuos que defienden sus convicciones de manera dogmática, independientemente de su naturaleza política, religiosa o cultural.
A pesar de sus deficiencias metodológicas, la teoría de la personalidad autoritaria ha tenido una gran influencia en investigaciones en el campo de la psicología política y de la personalidad y sobre la psicología social.

## Reinterpretaciones actuales

### El autoritarismo de derechas
Bob Altemeyer llevó a cabo una serie de estudios sobre lo que él llamó el autoritarismo de derechas (RWA), y presentó el análisis más reciente de este tipo de personalidad. El objetivo de la investigación se basa en las preferencias políticas, medido a través de encuestas, que indican tres tendencias. Estas son: 1) la sumisión a las autoridades legítimas (sumisión autoritaria); 2) agresión dirigida hacia los grupos minoritarios (agresión autoritaria), y 3) la adhesión a los valores y creencias del contexto social del momento (convencionalismo). A pesar del nombre, este tipo de autoritarismo se refiere al apoyo ciego a la autoridad independientemente de la posición ideológica: por ejemplo, estas personas también acatarían incondicionalmente a la autoridad existente en una dictadura de izquierdas.
Altemeyer, en lugar de buscar la raíz del RWA en los aspectos psicodinámicos de la personalidad, considera que este se debe al aprendizaje social. Las personas con puntuaciones altas en autoritarismo de derechas se habrían educado en grupos cerrados en los que apenas se les ha expuesto a opiniones contrarias a las suyas, habiendo sido socializadas en el seno de creencias y valores como los siguientes:
- Algunas conductas son reprochables y pecaminosas.
- La autoridad "siempre tiene razón" y debe ser obedecida siempre.
- Deben potenciarse los "valores familiares tradicionales".
- Los miembros del exogrupo suelen ser peligrosos y hay que precaverse de ellos.[11]

Investigaciones realizadas con individuos de diferentes culturas también han encontrado una alta correlación entre el RWA y el prejuicio hacia distintos grupos como los homosexuales o las personas pertenecientes a etnias distintas a la propia.
Más recientemente, Jost, Glaser, Kruglanski y Sulloway (2003) han propuesto que el autoritarismo, RWA y otras construcciones similares de conservadurismo político son una forma de cognición social motivada. Estos investigadores proponen que el conservadurismo tiene características similares al autoritarismo, la resistencia al cambio, y la justificación de la desigualdad como los componentes principales. Además, las personas conservadoras tienen necesidades de lidiar con la incertidumbre y la amenaza (por ejemplo, mediante la búsqueda de la seguridad y el dominio en las jerarquías sociales) y los motivos de disposición (por ejemplo, gestión de terror y la autoestima).

### La orientación hacia la dominancia social
La Teoría de la dominancia social, formulada por Felicia Pratto y sus colaboradores a principios de los noventa, parte de que el conflicto y la desigualdad social son una constante histórica. Con el fin de ocultar dicha desigualdad, los grupos dominantes promoverían ideologías para justificar así su dominación, siendo estas en general aceptadas por todos los grupos sociales. De este modo, «la orientación hacia la dominancia social (SDO) sería el grado en que una persona desea que el grupo al que pertenece domine y sea superior a los otros grupos». Estos autores idearon una escala de dieciséis ítems para medir las diferencias individuales en esta variable (de manera fiable), y en un estudio de campo realizado en Estados Unidos con 1952 participantes se constató que esta orientación es mayor en hombres que en mujeres, es más alta en quienes apoyan ideologías que tienden a mantener la jerarquía social existente, y también es más alta en personas que rechazan las políticas de igualdad. La SDO presenta, además, altas correlaciones con diversas escalas que miden el prejuicio.

## Experimentos
- Experimento de Milgram
- Experimento de la cárcel de Stanford
- Experimento de Robber's Cave
- Tercera Ola